# Seán Brosnan
Seán Brosnan (ur. 21 grudnia 1916 w An Daingean zm. 18 kwietnia 1979 w hrabstwie Cork) – irlandzki polityk i prawnik, Teachta Dála i senator, poseł do Parlamentu Europejskiego.

## Życiorys
W młodości był zawodnikiem futbolu gaelickiego. Grał w drużynie reprezentującej hrabstwo Kerry, czterokrotnie zdobył z nią tytuł mistrzowski w ramach All-Ireland Minor Football (1933, 1939, 1940, 1941). Reprezentował też klub z An Daingean (Dingle). Później ukończył studia prawnicze i uzyskał uprawnienia barristera. Działał w Fianna Fáil. W 1965 po raz pierwszy kandydował do Dáil Éireann, w 1969 został wybrany do tego gremium. W 1973 z nominacji panelu administracyjnego dokooptowany do Seanad Éireann. W 1974 po wyborach uzupełniających powrócił do niższej izby parlamentu. Pozostał w niej do śmierci. W latach 1973–1975 członek Zgromadzenia Parlamentarnego Rady Europy. Od grudnia 1977 do kwietnia 1979 oddelegowany do Parlamentu Europejskiego, w 1979 nie wybrano go w wyborach bezpośrednich. Zasiadał we frakcji Europejskich Progresywnych Demokratów. Zmarł w trakcie kadencji.